# Golden State Warriors
Golden State Warriors američka profesionalna košarkaška momčad iz grada Oakland, Kalifornija. 
The Warriors su osnovani u gradu Philadelphia, Pennsylvania 1946.g. kao Philadelphia Warriors,  momčad koja je bila jedan od osnivača BAA (engl. Basketball Association of America) lige. U NBA ligi nastupaju od njenog nastanka 1949.g. 
1962.g. momčad je promijenila vlasnika i preselila u San Francisco (San Francisco Warriors). 
Za sezonu 1971./72. momčad je promijenila ime u današnje Golden State Warriors.

## Dvorane
- Philadelphia Arena (1946. – 1962.)
- Philadelphia Convention Hall (1952. – 1962.)
- Cow Palace (1962. – 1964., 1966. – 1971. i dvije utakmice u NBA Finalu 1975.g.)
- San Francisco Civic Auditorium (1964. – 1967.)
- USF War Memorial Gymnasium (1964. – 1966.)
- San Jose Arena (sada HP Pavilion) (1996. – 1997.)
- Oakland Coliseum Arena/Oakland Arena/ORACLE Arena (1966. – 1967., 1971. – 1996. i 1997. – )

## Vanjske poveznice
- (engl.)Golden State Warriors službene internet stranice